# Jason Robinson (baloncestista)
Jason Michael Robinson (Tacoma, Washington, Estados Unidos, 12 de agosto de 1980) es un jugador de baloncesto, que puede ocupar tanto la posición de escolta como la de alero. Actualmente juega en el club Flamengo.

## Biografía
Robinson, nacido en Tacoma en el estado de Washington (Estados Unidos), es un baloncestista que puede ocupar tanto la posición de escolta como de alero, ya que a su rapidez suma un potente físico. Todas estas condiciones físicas junto con su calidad ofensiva para asumir el peso anotador de su equipo en situaciones comprometidas, hacen que el norteamericano sea potente en situaciones de uno contra uno, las cuales puede culminar con un tiro en parada o en penetración, o bien tirando con efectividad desde más allá de la línea de tres puntos, donde sin ser un especialista puro puede resultar peligroso si coge la racha. Es bastante completo, ya que además de anotar puede pasar con eficacia, ayudar en el rebote y tiene facilidad para robar balones.

## Trayectoria deportiva
- 1998/00: NJCAA ( Estados Unidos) - Sewerd County
- 2000/01: NCAA ( Estados Unidos) - Buffalo University
- 2002/03: NAIA ( Estados Unidos) - Pikeville College
- 2004/06: LPB 2 ( Portugal)- Sangalhos
- 2006/07: LPB ( Portugal) - Belenenses
- 2007: LEB 2  ( España) - CAI Huesca La Magia
- 2007/08: KBL ( Corea del Sur) - KCC Egis
- 2008/09: LEB Oro ( España) - Gandia Basquet
- 2008/09: LEB Oro ( España) - Melilla Baloncesto
- 2010/12: ACB ( España) - Club Baloncesto Valladolid[3]
- 2012/13: LNB ( Argentina) - Gimnasia Indalo
- 2013: ACB ( España) Valencia Basket
- 2013/14: ACB ( España) - San Sebastián Gipuzkoa Basket Club
- 2014/15: ACB ( España) - Basket CAI Zaragoza
- 2015- : NBB ( Brasil) -Flamengo